# Джеффри Мейс
Джеффри Соломон «Джефф» Мейс (англ. Jeffrey Solomon «Jeff» Mace), также известный как Патриот (англ. Patriot) и Капитан Америка (англ. Captain America) — персонаж комиксов издательства Marvel Comics. Был создан в 1940-х годах, в период, названный Золотым веком комиксов. Как Патриот впервые появился в The Human Torch № 4 (весна 1941, на обложке ошибочно стоял № 3), опубликованном предшественником Marvel издательством Timely Comics.
В 1976 году Marvel сообщили, что Джеффри Мейс был третьим Капитаном Америка во время Второй мировой войны. Также он является родственником генерала Росса.

## История публикаций
Супергерой Патриот дебютировал в The Human Torch № 4 (весна 1941 года, на обложке ошибочно стоял № 3) в двухстраничном рассказе Рэя Гилла с иллюстрацией Билла Эверетта и в 10-страничном рассказе-комиксе Гилла и художника Джорджа Мэндела. Персонаж появился в следующих двух выпусках The Human Torch, оба из которых вышли под № 5 (лето 1941) в истории Гилла и художника Сида Грина. Впоследствии Патриот стал регулярно появляться в супергеройской антологии Marvel Mystery Comics в выпусках № 21-44 (июль 1941 — июль 1943) и № 49-74 (ноябрь 1943 — июль 1946), став одним из самых популярных персонажей Timely Comics, следуя за Капитаном Америкой, Человеком-факелом и Подводником. История Патриота «Death Stalks the Shipyard» из Marvel Mystery Comics № 29 была переиздана в Серебряный век комиксов в выпуске Marvel Super-Heroes № 16 (сентябрь 1968).
Симулякр Патриота был временно создан разумом Рика Джонса вместе с Пылающим черепом, Плавинком, а также Ангелом и Виженом Золотого века, чтобы помочь Мстителям во время войны Крии и Скруллов.
В современности Патриот впервые появился в четырёх частях ретроспективной истории в The Invaders № 5-6 (март и май 1976) и Marvel Premiere № 29-30 (апрель и июнь 1976), действие которой происходило во время Второй мировой войны. Патриот был показан членом команды супергероев Легион свободы. Эта команда была показана вместе с членом Фантастической четвёрки Существом в двух выпусках истории о путешествии во времени, в Marvel Two-in-One № 20 (октябрь 1976) и Marvel Two-in-One Annual (1976).
Когда Marvel Comics возродили Капитана Америку в 1964 году, сказав, что он пропал без вести и находился в анабиозе с 1945 года, это противоречило появлениям персонажа в послевоенных комиксах, но позже было объяснено, что в эти времена под мантией супергероя действовали другие персонажи. Мейс действовал как третий Капитан Америка в Captain America Comics № 59-75 (ноябрь 1946 г. — февраль 1950 г.) и других комиксах этого периода. Мейс сменил второго Капитана Америку Уильяма Наслунда (бывшего Духа 76-го), который был показан в What If? vol. 1, № 4 (август 1977), где был убит в 1946 году.
Мейс кратко появился во флэшбеке в Captain America № 215 (ноябрь 1977 г.), а затем в качестве приглашённой звезды в Captain America Annual № 6 (1982), в № 285 (сентябрь 1983) была показана его смерть. Патриот появился во флэшбеке во время приключений Капитана Америки во время войны в Captain America Annual № 13 (1994) и в послевоенном приключении с Отрядом победителей в All Winners Squad 70th Anniversary Special (2009).
История Джеффри Мейса как Капитана Америки была рассказана в мини-серии 2010 года Captain America: Patriot.

## Вымышленная биография
Джеффри Мейса родился в Бруклине, Нью-Йорке. Он был репортёром в Daily Bugle, а после того, как увидел Капитана Америка в действии, был вдохновлён самому стать супергероем. Взяв имя Патриот он становится одним из супергероев, сражающихся с нацистскими диверсантами и суперзлодеями во время Второй мировой войны, иногда сотрудничая со своей закадычной подругой Мэри Морган, известной как Мисс Патриот. Также Патриот помогает команде супергероев под названием Легион свободы.
После войны Патриот продолжил бороться с преступностью. В 1946 году он помог Отряду победителей предотвратить убийство молодого сенатора Джона Кеннеди. После смерти второго Капитана Америка Уильяма Наслунда, ранее известного как Дух 76-го, Мейс становится третьим Капитаном Америка. Он был женат на Бетси Росс, супергероине Золотой девушке. Джеффри Мейс умер в старости от рака.

## Силы и способности
Джеффри Мейс не обладает сверхчеловеческими способностями, но является подготовленным атлетом, мастером рукопашного боя и квалифицированным пилотом. Выступая под именем Капитана Америка, он носил щит, похожий на щит его предшественника, но сделанный из усиленного титана.

## Вне комиксов

Джейсон О’Мара в роли Джеффри Мейса/Патриота в сериале «Агенты «Щ.И.Т.»».

- Джеффри Мейс, роль которого исполнил Джейсон О’Мара, появляется в четвёртом сезоне сериала «Агенты Щ.И.Т.», где является новым директором Щ.И.Т. Ранее считалось, что он является представителем Нелюдей, обладающий сверхчеловеческой силой, но позже оказалось, что он обычный человек и принимает специальный препарат, временно дающий сверхспособности. Вместе с большинством главных героев был похищен роботом АИДой и помещён в виртуальную реальность Фреймворк, где являлся лидером оппозиции Щ.И.Т., борющейся с захватившей власть Гидрой. Там он тоже обладал сверхсилой, но её природа не объяснялась. Погиб во Фреймворке при обрушении здания, спасая команду. По словам генерала Тэлбота его тело было найдено и обследовано, после чего выяснилось, что он был обычным человеком.
- Джейсон О’Мара также исполнил роль Джеффри Мейса в веб-сериале «Агенты «Щ.И.Т.»: Йо-Йо», являющемся спин-оффом сериала «Агенты Щ.И.Т.»